# Пласа Мисерере (станция метро)
«Пласа Мисерере» (исп. Plaza Miserere) — станция Линии A метрополитена Буэнос-Айреса. Станция расположена между станциями Паско и Лория. Станция является транспортным узлом. Она имеет две платформы и прямой выход на железную дорогу. Кроме того она является станцией пересадки на линию H.

## Местоположение
Станция расположена на площади Пласа Мисерере, между параллельными проспектами Авенида Ривадавия и Авенида Пуэйрредон на пересечении с улицами Бартоломе Митре и Эквадор в районе Бальванера.

## Пересадки
На станции можно сделать пересадку на станцию Онсе — 30 декабря линии H и железнодорожную станцию Сармьенто.

## Городские достопримечательности
Площадь где расположена станция входит в коммерческий район, в его окрестностях, среди прочих:
- Estación Once de Septiembre
- Пласа Мисерере
- La Perla del Once
- Госпиталь Франция
- Terminal de la línea 68
- Terminal de la línea 194
- Ex-boliche Cromañón
- Hotel Garay

## История
Эта станция принадлежала к первой части линии открытой 1 декабря 1913 года связывая станцию и станцию Площадь Мая.Её название происходит от площади с тем же названием. Эта площадь называлась «Plaza Once» до 1947 года, когда её имя было изменено на Пласа Мизерере.
Ранее эти земли были известны как Пятые Мизерере, из-за их владельца Антонио Гонсалеса Варелы. На этой площади собрались добровольцы, которые отвоевали город когда в Буэнос-Айрес вторглись англичане в 1806 году и во время второго английского вторжения в 1807 году, войска англичан были побеждены в этом месте.
В 1997 году эта станция была объявлена национальным историческим памятником.

## Проект F.C.O

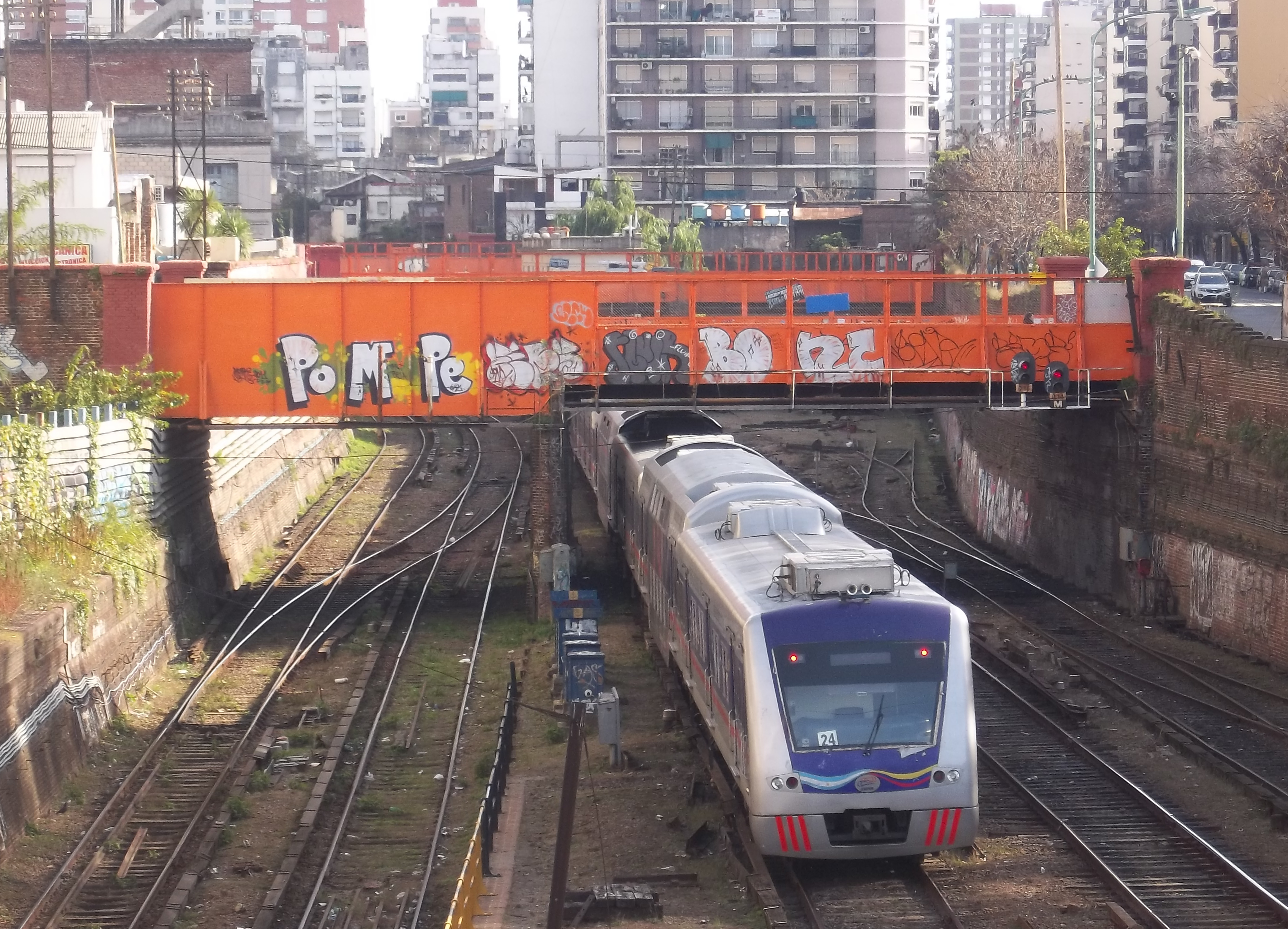
Участок дороги Онке — Кабальито.

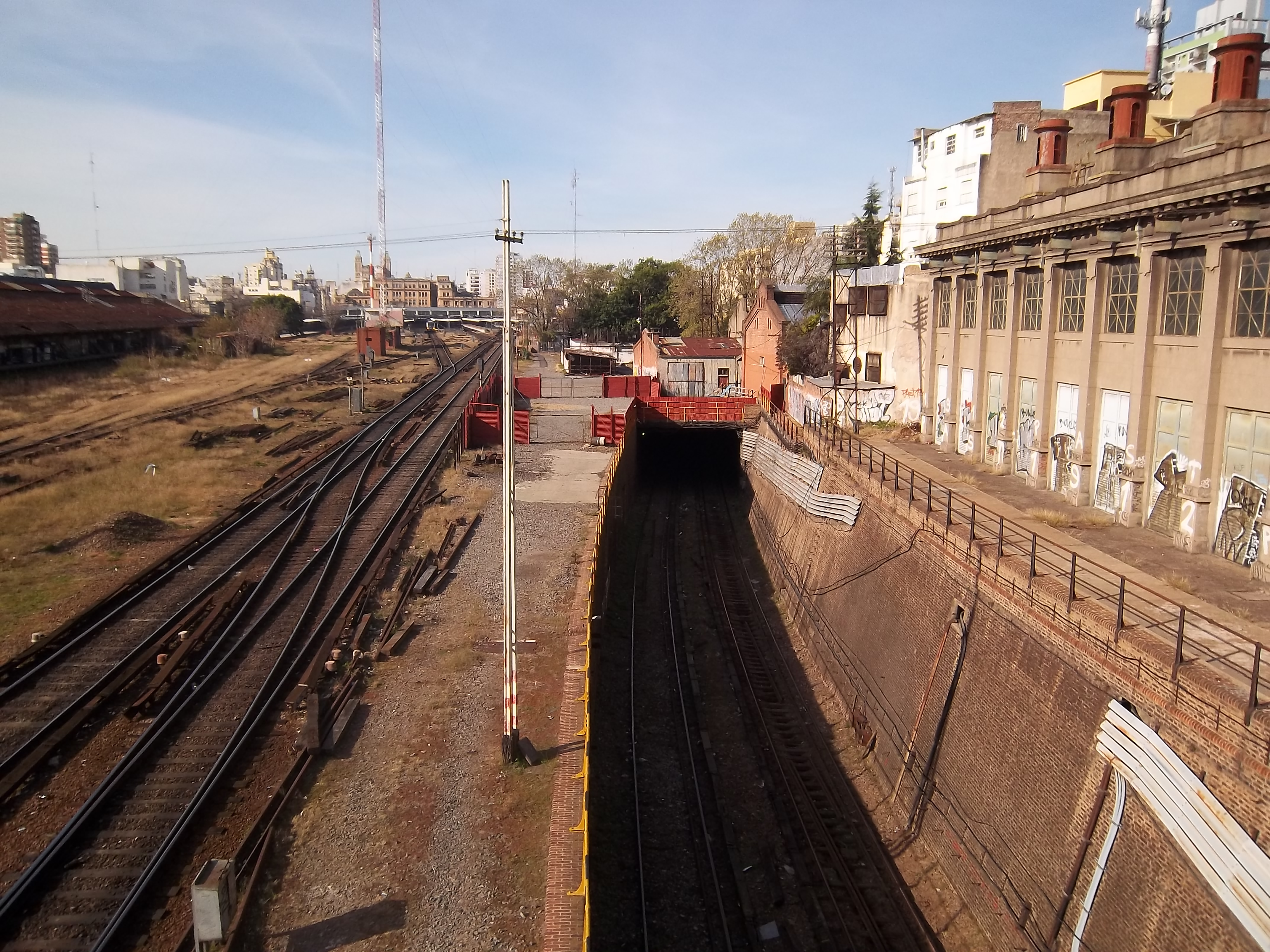
Туннель у станции Мисерере.

Между 1872 и 1897 годами здесь работал вокзал Буэнос-Айреса под названием Central Station, на пересечении сегодняшних улиц Авениды Леандро Н. Алем и Бартоломе Митре, рядом с Каса Росада и различных портовых сооружений в Буэнос-Айресе. По соглашению между ним и железнодорожными предприятиями, Центральный вокзал широко используется для всех линий. У Ferrocarril Оэсте (сегодня железная дорога Сармьенто), была своя ветка от вокзала проходящей вдоль Авениды Пуэйрредон и Авениды Фигероа Алькорта, в месте соединения с Северной железной дорогой (ныне железная дорога Митре). Потом она была продлена за счёт станции Ретиро, дорога двигаясь по проспекту Авенида Леандро Н. Алем, наконец, прибывала на центральный вокзал.
Быстрый рост города и строительство района Пуэрто-Мадеро, породило необходимость упорядочения всех железнодорожных путей, пересекающих центр города. Таким образом компания F.C.O. построила станцию Онке, дорога от которой идёт вдоль Авениды Пуэйрредон. Далее, компания провела железную дорогу в районы Кабальито и Чакарита, где железная дорога Буэнос-Айреса вышла на дорогу идущую до Тихого океана, а кроме того, на территорию порта. Вскоре после этого, 14 февраля 1897 Центральный вокзал сгорел, и был полностью разрушен, после чего правительство распорядилось об отмене дорог между станциями Ретиро и Каса Амарийя.
Город продолжал расти быстрыми темпами, и с началом нового века, железнодорожные компании, строили дороги в самых оживленных районах. Аргентинская и Центральная Тихоокеанская железный дороги, построили дорогу между Палермо и Ретиро, Южная железная дорога также построила дорогу между Авелланеда и Конститусьон. Западная железная дорога, между тем, в 1902 году построила дорогу, между станциями Кабальито и Онке, однако, главная потребность этой железной дороги была соединить районы города с портом Буэнос-Айреса для доставки грузов. Началом строительства метро стало постановление Правительства в 1906 году, которое предложило компании F.C.O. построить дорогу через туннель под проспектами Авенида Ривадавия и Авенида-де-Майо, три первых станции метро
Наконец, в соответствии с Законом 6700 от 29 сентября 1909 года, правительство города санкционировало использовать для строительства, третий уровень глубины, с одной промежуточной станцией и электрификации станции Морено.

## Галерея

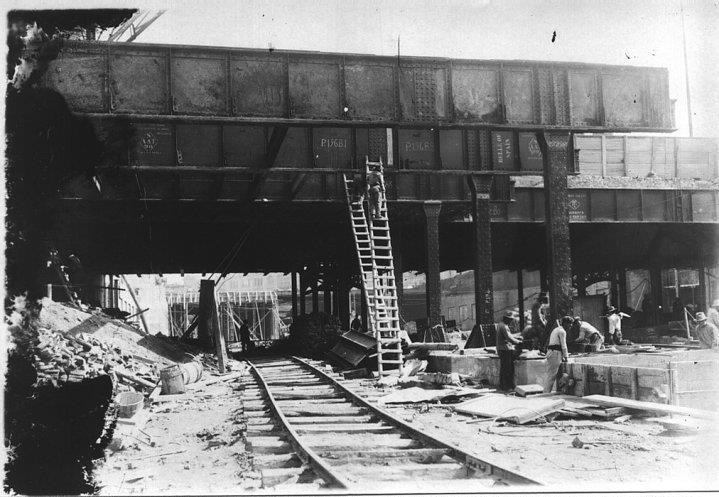
Строительство метро
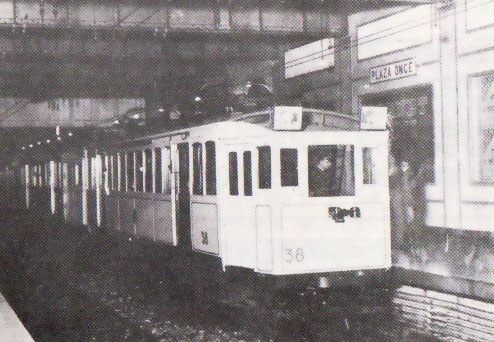
Строительство в 1913 году
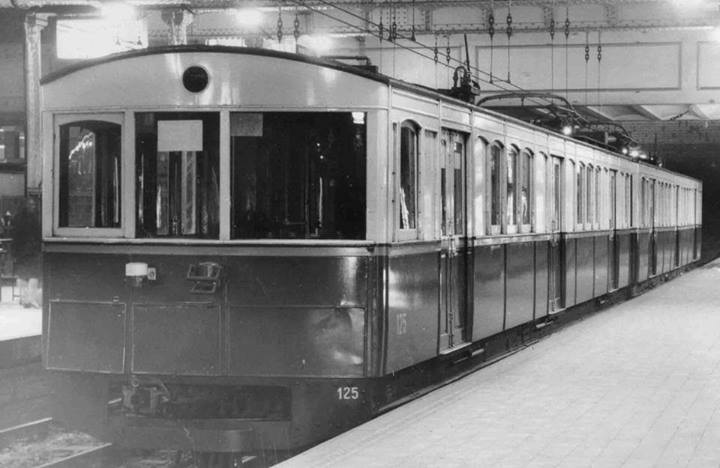
Поезд в 1960 году
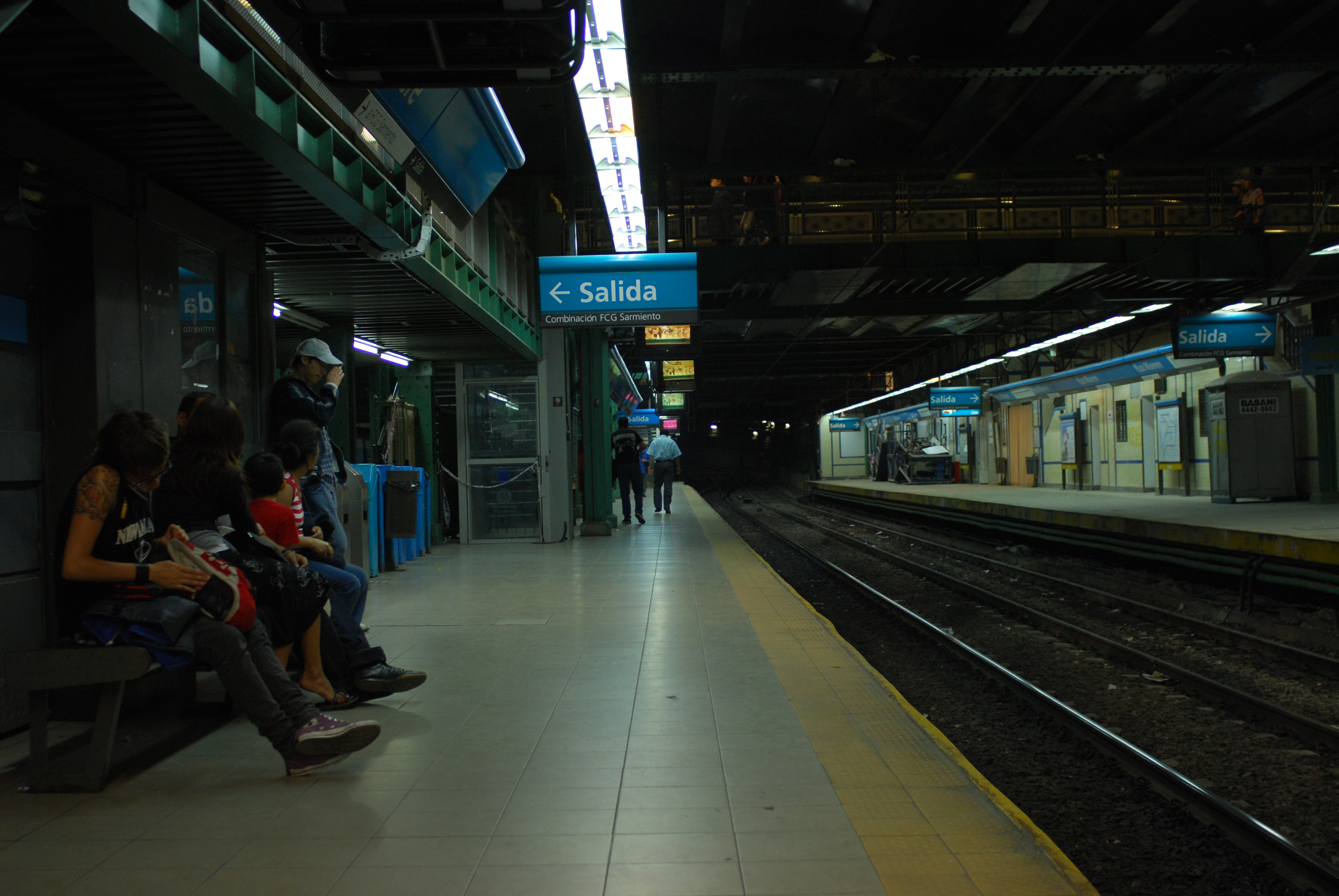
Дорога в сторону станции Площадь Мая
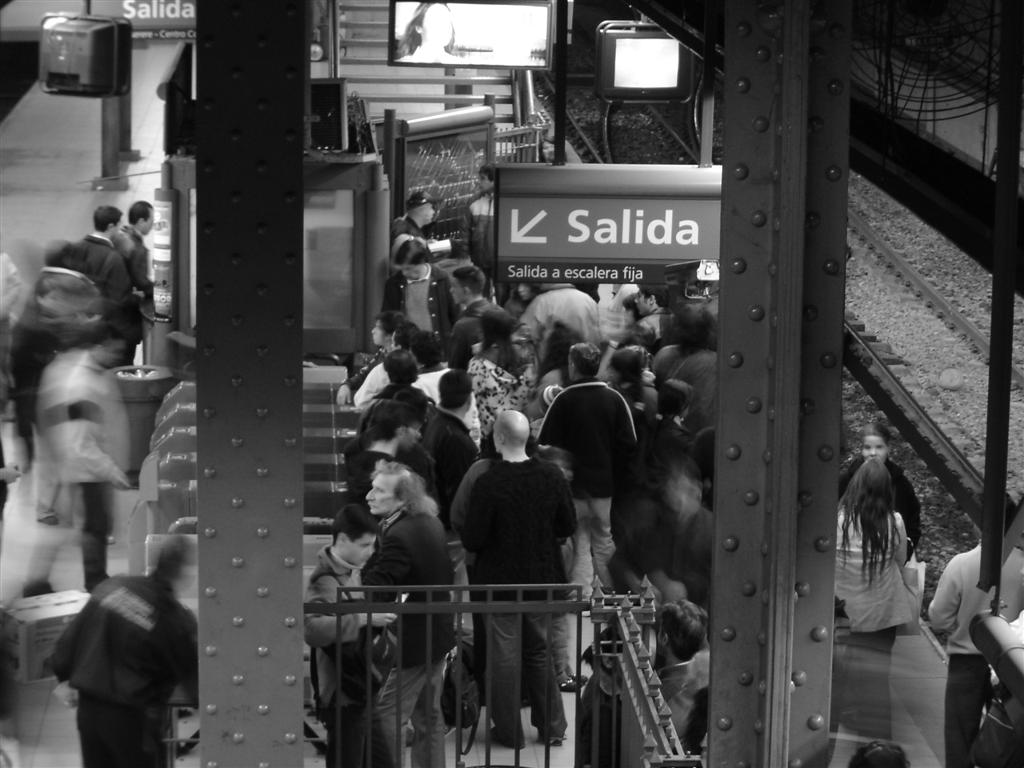
В час пик
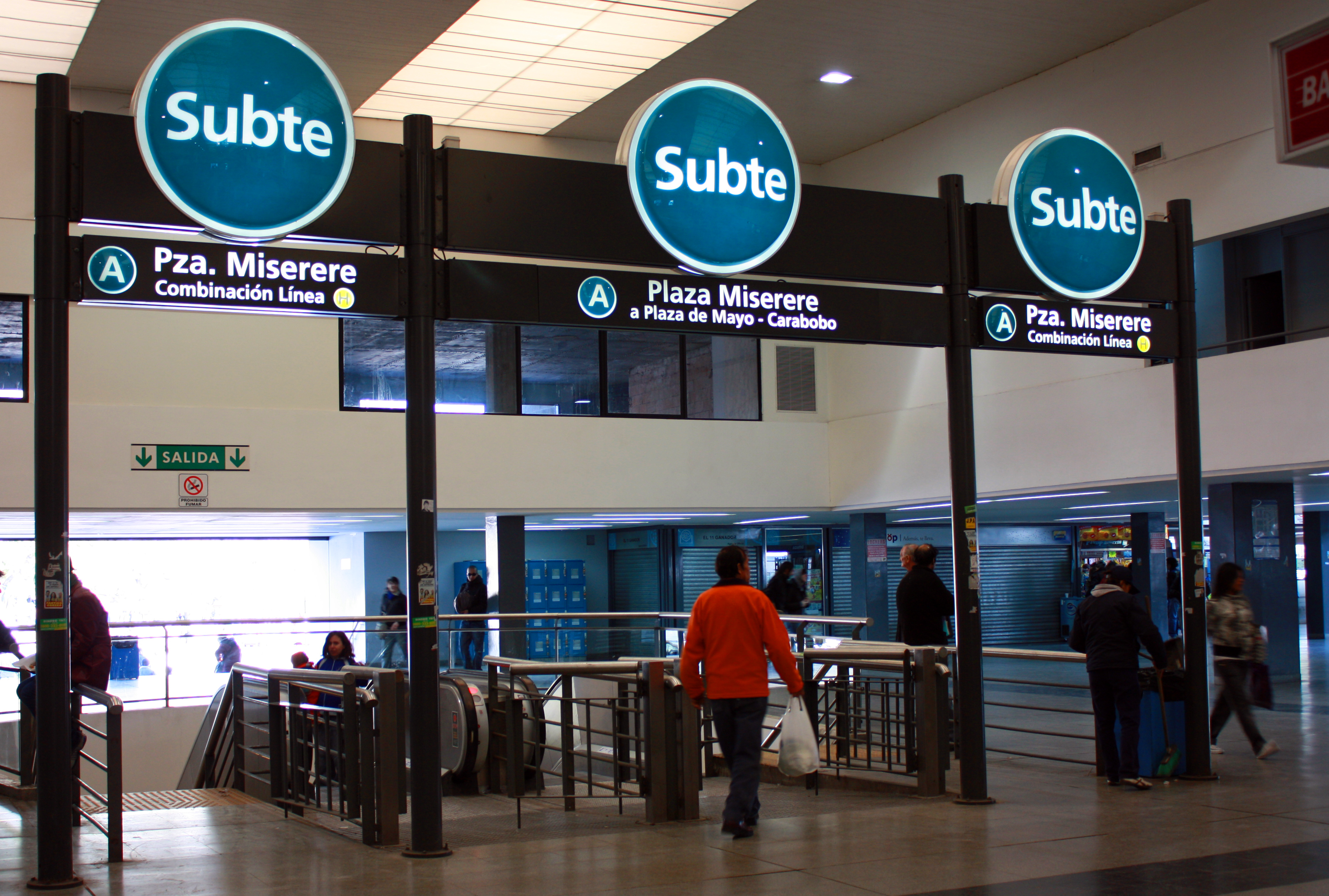
Вход на станцию Онке